# Ouliana Lopatkina
Ouliana Viatcheslavovna Lopatkina (en russe : Ульяна Лопаткина), née le 23 octobre 1973 à Kertch, est une danseuse russe, étoile de la compagnie du Théâtre Mariinsky de Saint-Pétersbourg de 1995 à 2017.

## Biographie
Ouliana Lopatkina commence la danse en Crimée, où elle est née. À l'âge de neuf ans, elle fait son entrée à l'Académie de ballet Vaganova où elle sera formée par Natalia Doudinskaïa. Elle en sort diplômée en 1991. En 1995, elle est nommée danseuse étoile de la compagnie du Théâtre Mariinsky. Ses professeurs de l'Académie de ballet Vaganova la destinaient à des rôles de caractère - un répertoire à part entière considéré par les Russes comme aussi noble que le classique. Ouliana Lopatkina persiste cependant dans son apprentissage afin de devenir une danseuse de premier rang. Elle triomphera notamment dans Le Lac des cygnes et La Mort du cygne.
Au début des années 2000, elle se voit obligée d'interrompre quelque temps sa carrière, une maternité (sa fille Macha naît en 2002) et une grave blessure l'éloignant de la scène. Après avoir longtemps refusé de danser le rôle emblématique d'Aurore, dans La Belle au bois dormant, elle interprète l’Adage à la rose pour la première fois en 2008, lors d'un gala à Moscou.
Le 16 juin 2017, après qu'elle ait passé une saison sans pouvoir danser à cause de blessures, le site du Théâtre Mariinsky annonce qu'elle met fin à sa carrière de danseuse.

## Répertoire
- Le Lac des cygnes : Odette - Odile
- Giselle : Giselle, Myrtha
- Schéhérazade : Zobeïde
- L’Oiseau de feu : l’Oiseau de feu
- Raymonda : Raymonda, Clémence
- Le Corsaire : Medora
- La Bayadère : Nikiya
- La Mort du cygne : le Cygne
- La Fontaine de Bakhtchisaraï : Zarema
- La Belle au bois dormant : Fée Lilas
- Légende d'amour : Mekhemeh Banu
- Symphonie en ut majeur : Deuxième mouvement
- Leningrad Symphony : la fille
- Marguerite and Armand : Marguerite
- Anna Karénine : Anna
- Joyaux : Diamant

## Récompenses
- Grand Prix du Concours international de l'Académie Vaganova (1991)
- Golden Sofit (1995)
- Masque d'or de la meilleure danseuse (1997)
- Prix de la Baltique (1997)
- Prix Benois de la danse (1997)
- prix de la critique de Evening Standard (1998)
- Prix d'État de la fédération de Russie (1999)
- Artiste émérite de la fédération de Russie (2000)
- Prix de la Baltique (2001)
- Artiste du peuple de la fédération de Russie (2006)

## Filmographie
- Le Lac des cygnes (2006), avec Danila Korsuntsev et les danseurs du Théâtre Mariinsky
- Ballerina (2006), un film-documentaire de Bertrand Normand, avec également Svetlana Zakharova, Diana Vichneva, Evguenia Obraztsova et Alina Somova
- Ouliana Lopatkina, une étoile russe (2014), un film-documentaire de Marlene Ionesco